# ЭР11
ЭР11 (Электропоезд Рижский, 11-й тип) — опытный электропоезд переменного тока, построенный в 1965 году. Сконструирован на основе механической части электропоезда постоянного тока ЭР22 с незначительными конструктивными изменениями. Как и ЭР22, имеет в составе четыре моторных головных вагона (Мг), выпущенных Рижским вагоностроительным заводом (РВЗ), и четыре прицепных промежуточных вагона (Пп), выпущенных Калининским вагоностроительным заводом (КВЗ). Заводское обозначение — 62-75. Заводские обозначения вагонов:
- моторный головной вагон (Мг) — модель 62-76;
- прицепной промежуточный вагон (Пп) — модель 62-77.

## Общие сведения
Опытный восьмивагонный состав был выпущен в единственном экземпляре (присвоен номер 1); в серию не пошёл.

### Составность
Как и ЭР22, поезд состоял из двух секций, включающих по четыре вагона, сцепленных по схеме Мг+Пп+Пп+Мг. По сути, состав состоял из двух электросекций, работающих по системе многих единиц. Каждая такая секция могла эксплуатироваться как самостоятельный электропоезд. Однако единый номер присваивался всему восьмивагонному составу.

### Технические характеристики
Основные параметры опытного (восьмивагонного) электропоезда ЭР11:
- размеры вагона:
  - длина кузова — 24 500 мм;
  - ширина — 3450 мм;
  - база — 20 750 мм;
- масса:
  - состава — 420,4 т;
  - вагона Мг — 64,4 т;
  - вагона Пп — 40,7 т;
- число сидячих мест:
  - состава — 992;
  - вагона Мг — 117;
  - вагона Пп — 131;
- конструктивная скорость — 130 км/ч;
- ускорение — до 0,72 м/с².

### Нумерация и маркировка
Система нумерации и маркировки, принятая для ЭР11, почти полностью идентична применённой на ЭР22. Основное отличие состоит в том, что номер состава состоял из одной цифры (присвоен номер 1). Маркировка на лобовой части головных вагонов выполнялась в формате ЭР11-1 без указания номера вагона. Маркировка выполнялась над автосцепкой по центру. Каждый вагон состава получал свой номер, в котором первая цифра означала номер состава (1), последние две — номер вагона по комплекту. Маркировка с номерами вагонов выполнялась под окнами посередине вагона и отличалась от наносимой на лобовую часть добавлением двух цифр номера вагона в тот же формат. Моторные вагоны получали чётные номера (02, 04, 06, 08), прицепные — нечётные (01, 03, 05 и 07). Например, маркировка первого моторного головного вагона электропоезда ЭР11 будет ЭР11-102, одного из прицепных промежуточных — ЭР11-105. В обозначении серии число 11 после букв «ЭР» наносилось более мелким шрифтом по сравнению с цифрами заводского номера и буквами (как будто в нижнем индексе). Однако, в отличие от маркировки дизель-поезда Д1, здесь был применён мелкий шрифт (то есть ЭР11-1), а не нижний индекс, о чём свидетельствуют технические документы на электропоезда семейства ЭР.

## Конструкция

### Механическое оборудование

#### Кузов
В целом кузов был идентичен ЭР22, за исключением ряда отличий в расположении и конструкции дверей. Моторные вагоны ЭР11 имели две пары раздвижных пневматических дверей с каждой стороны, оборудованных комбинированными выходами (на низкие и высокие платформы); прицепные — три (у ЭР22 все вагоны имели три пары дверей с выходом только на высокие платформы). При этом двери у моторных вагонов были расположены не по краям, разделяя салон на три части — одну большую в центре и две маленькие по концам.
Вагоны имели цельнометаллические кузова сварной конструкции. Кузов моторного вагона опирается через четыре винтовые цилиндрические пружины на шкворневую балку, связанную тяговыми поводками с кронштейном на кузове. Шкворневая балка в свою очередь опирается на продольные боковые балки тележки, подвешенные при помощи цилиндрических пружин и шарниров к рычагам, в которых укреплены буксовые подшипники.

#### Тележки
На боковых продольных балках тележек размещена фасонная балка, к которой прикреплены остовы тяговых электродвигателей.
Колесные пары моторных вагонов имели цельнокатаные колёса с диаметром по кругу катания 1050 мм. Тяговая передача состояла из резино-кордной упругой муфты и редуктора с передаточным отношением 3,41. На каждой тележке установлено по два тормозных цилиндра, от которых приводятся колодки дискового тормоза; диски размещены на двух колесах (со стороны, противоположной редуктору). На прицепных вагонах были установлены колеса диаметром 950 мм.

### Электрооборудование
Главный трансформатор ОЦР-1100/25, помимо первичной обмотки напряжением 25 кВ, имеет вторичную тяговую обмотку, состоящую из восьми секций, обмотку вспомогательных цепей напряжением 220 В и обмотку отопления напряжением 600 В. В выпрямительной установке применены кремниевые диоды ВК-200. В каждом плече моста установлены по 30 вентилей (три параллельных цепи по 10 диодов последовательно в каждой); в двух плечах, как и у моторных вагонов электропоездов ЭР9, имеются переходящие ветви, состоящие из 12 вентилей (три параллельных цепи по четыре вентиля последовательно в каждой). Общее количество вентилей на моторном вагоне 144.
Общая защита моторного вагона осуществляется главным выключателем ВОВ-25-4. В цепи тяговых электродвигателей включены дифференциальные реле. На каждом моторном вагоне установлено по четыре тяговых электродвигателя РТ-63. Ток длительного режима — 270 А; максимальная скорость вращения — 2240 об/мин . Соединение тяговых электродвигателей — последовательно-параллельное. Максимальное ослабление поля тяговых двигателей — 23 %. Главный контроллер (групповой переключатель) имеет 20 позиций из которых 1-я — соответствует маневровому режиму (напряжение на выводах тяговой обмотки трансформатора 275 В), 6-я — первой ходовой позиции (напряжение 825 В), 10-я — второй ходовой позиции (напряжение 1375 В), 16-я — третьей ходовой позиции (напряжение 2200 В) и 20-я — четвёртой ходовой позиции (напряжение 2200 В и ослабленное поле тяговых электродвигателей).
При реостатном торможении обмотки возбуждения тяговых двигателей соединяются последовательно и питаются через выпрямитель от обмотки трансформатора с номинальным напряжением 220 В. Величина тока возбуждения регулируется при помощи выходного магнитного усилителя, на который воздействует предварительный магнитный усилитель, управляемый контроллером машиниста. Контроллер машиниста имеет две рукоятки: реверсивную (с положением «вперёд», «0», «назад») и главную, которая, помимо нулевого положения, имеет по пять положений в тяговом и тормозном режимах (в тяговом режиме маневровая и четыре ходовых).
На моторном вагоне расположены: расщепитель фаз ПЭ-10А, два мотор-вентилятора с электродвигателями АОМ-42-6 мощностью по 1,7 кВт и мотор-насос системы охлаждения трансформатора. На прицепном вагоне установлены три мотор-вентилятора с электродвигателями АОМ-42-6 и мотор-компрессор с электродвигателем ЭК-7П мощностью 11 кВт. Все эти электродвигатели питаются трёхфазным током напряжением 220 В частотой 50 Гц от фазорасщепителя. Также на моторном вагоне установлен мотор-генератор, вырабатывающий переменный ток частотой 400 Гц для питания зарядного устройства аккумуляторной батареи 90-КН-45, а также магнитных усилителей. Аккумуляторная батарея и зарядное устройство установлены на прицепном вагоне.

## Эксплуатация
Электропоезд ЭР11 поступил для опытной эксплуатации в депо Минск Белорусской железной дороги, где недолгое время эксплуатировался на линии Минск — Молодечно. После непродолжительной эксплуатации из депо Минск был передан в депо Горький Горьковской железной дороги, где большую часть времени находился в резерве. В конце 1971 года поезд был расформирован: моторные вагоны были списаны и отправлены на РВЗ, а прицепные вагоны ЭР11 с серийными номерами 101, 103, 105, 107 были переоборудованы для использования в составе поездов серии ЭР22. Эти вагоны получили в мае 1972 года обозначение ЭР22-001 (бывший 101), ЭР22-003 (бывший 103), ЭР22-005 (бывший 105) и ЭР22-007 (бывший 107). Вагоны № 001 и № 003 были переданы в депо Перерва, а вагоны № 005 и № 007 в депо Нахабино Московской железной дороги. Иногда их можно было увидеть на линии Волоколамск-Москва-Серпухов. Отличительной особенностью этих вагонов были крышевые мостики и подножки для выхода на низкие платформы. В настоящее время вагоны № 001 и № 003 уничтожены (по состоянию на начало 2000-х вагон № 001 ещё находился в депо Перерва), судьба № 005 и № 007 неизвестна. Один моторный вагон был замечен на базе запаса в Латвии в плачевном состоянии, судьба остальных неизвестна. Скорее всего, вагонов ЭР11 в настоящее время уже не существует.

## Прочее
По неподтверждённым данным, изначально электропоезд имел бежево-синюю окраску, аналогичную бежево-малиновой окраске ЭР22 (во всяком случае такую окраску имеет поезд в игре Microsoft Train Simulator). В дальнейшем вагоны были перекрашены в обычный зелёный цвет.

### Комментарии
1. ↑  Высокая платформа — платформа, высота которой над уровнем головки рельса (УГР) составляет 1100 мм. Средняя платформа — платформа, высота которой над УГР составляет 550 мм. Низкая платформа — платформа, высота которой над УГР не более 200 мм'"`UNIQ--ref-00000003-QINU`"'.